# Abdullah di Pahang
Tengku Abdullah ibni Sultan Ahmad Shah (Pekan, 30 luglio 1959) è sultano di Pahang e dal 2019 al 2024 è stato Yang di-Pertuan Agong della Malaysia.

## Biografia

### Primi anni di vita e formazione
Tengku Abdullah è nato all'Istana Mangga Tunggal di Pekan il 30 luglio 1959 ed è il primo figlio maschio del sultano Ahmad Shah e della sua prima moglie Tengku Afzan.
È stato istruito presso la Ahmad School di Pekan, la St. Thomas English School di Kuantan, la Aldenham School di Elstree e il Davis College di Londra. In seguito è entrato nella Royal Military Academy di Sandhurst e poi nel Queen Elizabeth College di Oxford.

### Principe ereditario e reggente
Il 1º luglio 1975 il padre lo ha nominato erede apparente con il titolo di Tengku Mahkota. È stato investito formalmente presso l'Istana Abu Bakar di Pekan il 23 ottobre 1977. Dall'aprile del 1979 all'aprile del 1984 è stato reggente del sultanato poiché il padre serviva come Yang di-Pertuan Agong.
Dal 2014 al 2017 è stato presidente della Federazione calcistica della Malaysia. È stato anche vicepresidente della Asian Football Confederation. Attualmente è presidente della Asian Hockey Federation e membro del Consiglio FIFA.
Dal 28 dicembre 2016 al 15 gennaio 2019, con il consenso del padre, è stato reggente del sultanato; lo stesso giorno il padre ha abdicato in suo favore.

### Sultano
Il 15 gennaio 2019 è stato proclamato sesto sultano del moderno Pahang dopo l'abdicazione di suo padre decisa dal consiglio reale per il perdurare delle sue cattive condizioni di salute. La cerimonia ha avuto luogo all'Istana Abu Bakar, la residenza ufficiale del monarca. Il suo regno è stato dichiarato retroattivamente iniziante l'11 gennaio 2019, il giorno in cui il consiglio di reggenza ha deciso la sua successione.
Dopo la sua ascesa al trono di Pahang ha assunto il titolo regale di Al-Sultan Abdullah Ri'ayatuddin Al-Mustafa Billah Shah. Il 29 gennaio la sua consorte reale, Tunku Azizah Aminah Maimunah Iskandariah binti Almarhum Sultan Iskandar, già Tengku Puan di Pahang, è stata proclamata Kebawah Duli Yang Maha Mulia Tengku Ampuan Pahang. Lo stesso giorno il figlio maggiore Hassanal Ibrahim è stato proclamato principe ereditario.

### Yang di-Pertuan Agong
Il 24 gennaio 2019 la Conferenza dei governanti lo ha eletto sedicesimo Yang di-Pertuan Agong della Malaysia. È succeduto al sultano Muhammad V di Kelantan che aveva abdicato poche settimane prima. Il 31 gennaio ha prestato giuramento ed è stato incoronato il 30 luglio dello stesso anno e giorno del suo 60º compleanno.
La Conferenza dei governanti ha anche rieletto il sultano Nazrin Shah di Perak come vice Yang di-Pertuan Agong. Abdullah ha trasmesso le prerogative di governo sul Pahang al figlio Hassanal Ibrahim che il 29 gennaio è stato proclamato anche reggente. Il giovane principe è assistito dal Majlis Jumuah Pangkuan Diraja Pahang (consiglio di reggenza) guidato dal fratello minore più anziano del sultano Abdullah, Tengku Abdul Rahman Ibni Sultan Haji Ahmad Shah. Tengku Hassanal Ibrahim sta ancora studiando presso la Royal Military Academy di Sandhurst, nel Regno Unito.

### Vita privata
Il 6 marzo 1986 presso l'Istana Bukit Serene di Johor Bahru ha sposato Tunku Hajjah Azizah Amina Maimuna Iskandariah, terza figlia del sultano Iskandar di Johor e di Encheʻ Besar Hajah Kalsom binti Abdullah (nata Josephine Ruby Treverrow). I due hanno quattro figli e due figlie:
- Tengku Ahmad Iskandar Shah (nato e morto il 24 luglio 1990);
- Tengku Hassanal Ibrahim (nato il 17 settembre 1995);
- Tengku Muhammad Iskandar Ri'ayatuddin Shah (nato il 3 agosto 1997);
- Tengku Ahmad Ismail Muadzam Shah (nato l'11 settembre 2000);
- Tengku Putri Afzan Amina Hafizatullah (nata l'11 settembre 2000);
- Tengku Putri Nur Jihan Khalsom Athiyatullah (nata il 27 aprile 2002).

Tengku Amir Nasser Ibrahim è stato adottato dopo la nascita del primogenito.
Nel 1993 ha sposato Cik Puan Julia Abdul Rais, un'ex attrice. Da questa unione sono nate tre figlie:
- Tengku Putri Iman Afzan;
- Tengku Putri Illisha Amira;
- Tengku Putri Ilyana.

## Onorificenze

### Onorificenze malesi
Personalmente è stato insignito dei titoli di: